# Nour El Islam Salah
 (mai 2019).
Nour El Islam Salah est un footballeur algérien né le 17 mars 1993 à Aïn Témouchent. Il évolue au poste de défenseur central.

## Biographie
Nour El Islam Salah évolue en première division algérienne avec les clubs de l'ASO Chlef, de la JS Kabylie, de la JS Saoura, et de l'USM Bel Abbès. Il dispute un total de 23 matchs en première division, inscrivant un but. Il marque son unique but dans ce championnat le 14 juin 2017, sur la pelouse de l'USM Alger. Son équipe s'incline toutefois sur le lourd score de 5-2.
Avec l'équipe d'Algérie des moins de 23 ans, il participe à la Coupe d'Afrique des nations des moins de 23 ans en 2015. Lors de cette compétition organisée au Sénégal, il joue quatre matchs. Il figure sur le banc des remplaçants lors de la finale perdue face au Nigeria.

## Palmarès

### En club
- Vainqueur de la Coupe d'Algérie en 2018 avec l'USM Bel Abbès

### En sélection
- Finaliste de la CAN U23 2015 avec l'équipe d'Algérie olympique.